# Euparatettix insularis
Euparatettix insularis är en insektsart som beskrevs av Bei-bienko 1951. Euparatettix insularis ingår i släktet Euparatettix och familjen torngräshoppor. Inga underarter finns listade i Catalogue of Life.